# Vietnamochloa aurea
Genre
Espèce
Vietnamochloa aurea est une espèce de plantes à fleurs monocotylédones de la famille des Poaceae, sous-famille des Chloridoideae, originaire du Vietnam. C'est l'unique espèce du genre Vietnamochloa (genre monotypique).
Étymologie
Le nom générique « Vietnamochloa » est formé du mot « Vietnam », région d'origine de l'espèce et du suffixe « chloa », dérivé d'un terme de grec ancien, χλοὰ, signifiant « herbe ».
L'épithète spécifique « aurea » est un terme de latin botanique signifiant « dorée ».